# George Johnstone (Fußballspieler)
George Johnstone (* 15. Dezember 1914 in Caldercruix; † 11. September 1974) war ein schottischer Fußballtorhüter.

## Karriere
George Johnstone wurde im Jahr 1914 in Caldercruix, einem kleinen Dorf etwa acht Kilometer östlich von Airdrie geboren. Johnstone spielte im Junior football für die Vereine Bothwellhaugh Athletic und FC Benburb. Im Mai 1936 wechselte Johnstone zum FC Aberdeen. Während des Zweiten Weltkriegs war er als Gastspieler bei Celtic Glasgow, Hamilton Academical und dem FC St. Mirren aktiv. Nach dem Krieg war Johnstone die Nummer eins in Aberdeen und erreichte mit diesem im Jahr 1947 das schottische Pokalfinale gegen Hibernian Edinburgh. Das Spiel wurde mit 2:1 im Hampden Park gewonnen. Im gleichen Jahr unterlag er mit den Dons im Endspiel um den erstmals ausgetragenen Ligapokal gegen die Glasgow Rangers. In der Saison 1949/50 spielte Johnstone für den schottischen Zweitligisten Dunfermline Athletic. Mit dem Verein erreichte er persönlich erneut das Ligapokalfinale. Dieses wurde gegen den Erstligisten FC East Fife verloren. Nachdem der Verein zudem den Aufstieg verpasst hatte, wechselte der Torhüter zu den Raith Rovers aus der ersten Liga. Bis 1955 verblieb er bei den Rovers und absolvierte 110 Erstligaspiele. Johnstone spielte danach noch, obwohl er bereits über 40 Jahre alt in den folgenden Jahren für Greenock Morton, Thornton Hibernian, FC Cowdenbeath, FC Newburgh und Nairn Thistle.